# Куршевель

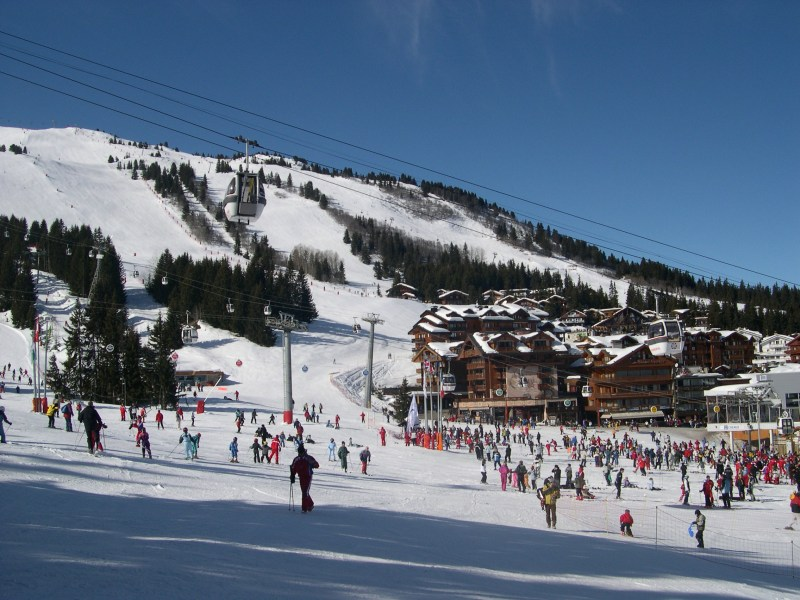

Куршевель (фр. Courchevel) — горнолыжный курорт во французских Альпах (департамент Савойя), расположен в центре Тарантезской долины. Является частью объединённой зоны катания Три долины.

## История
Первоначальный курорт был спроектирован во время Второй мировой войны с учетом исследования, проведенного в 1942 году режимом Виши, и докторской диссертации градостроителя Лорана Шаппи. Шаппи был естественным выбором для руководства развитием курорта в первые послевоенные годы. Куршевель был примечателен тем, что это был первый курорт во Франции, построенный с нуля, а не основанный вокруг существующей деревни.
В 1992 году в Куршевеле проходила часть соревнований XVI зимних Олимпийских игр. Куршевель считается курортом-стилем поколением мира.

## Характеристики

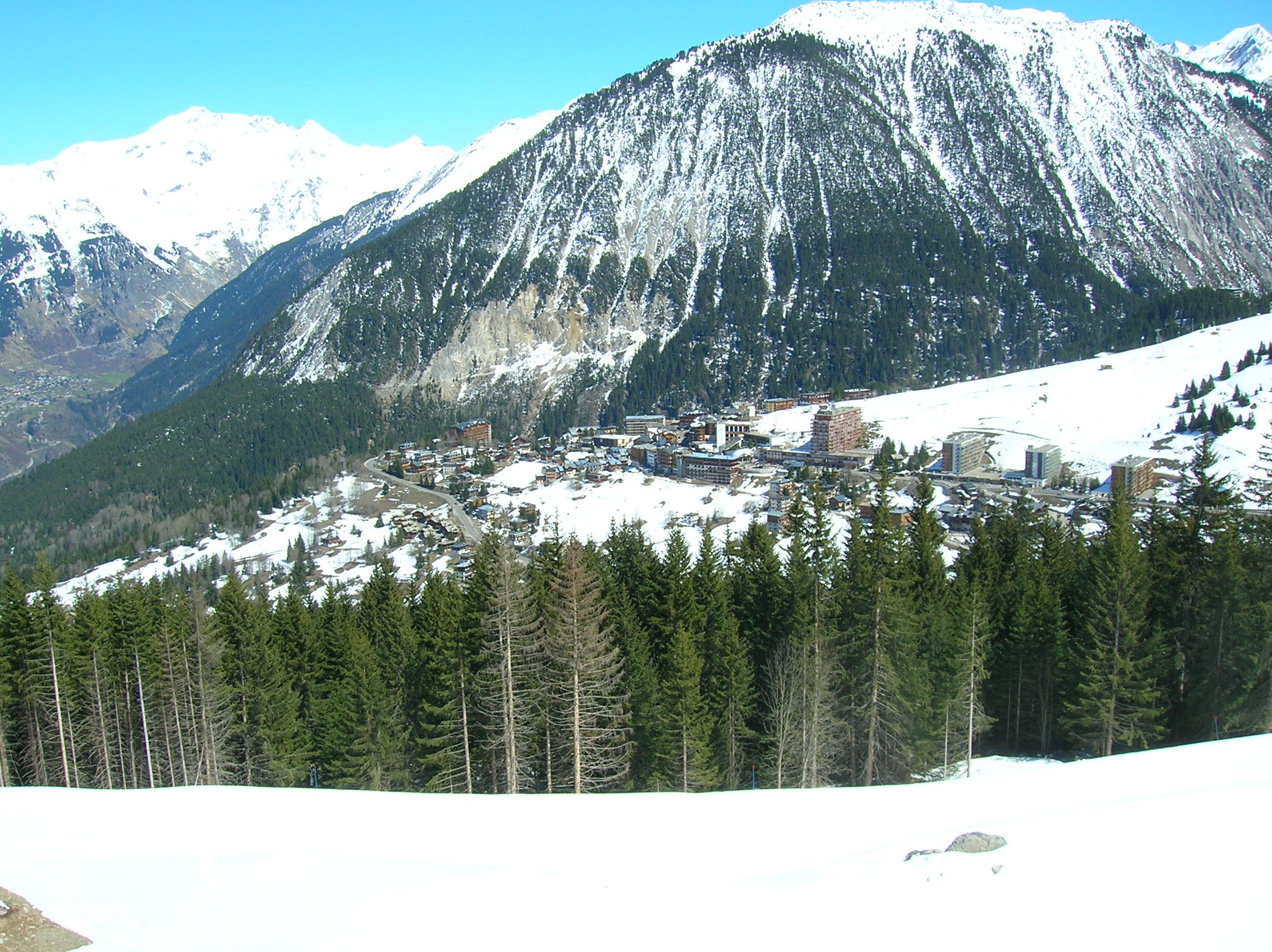

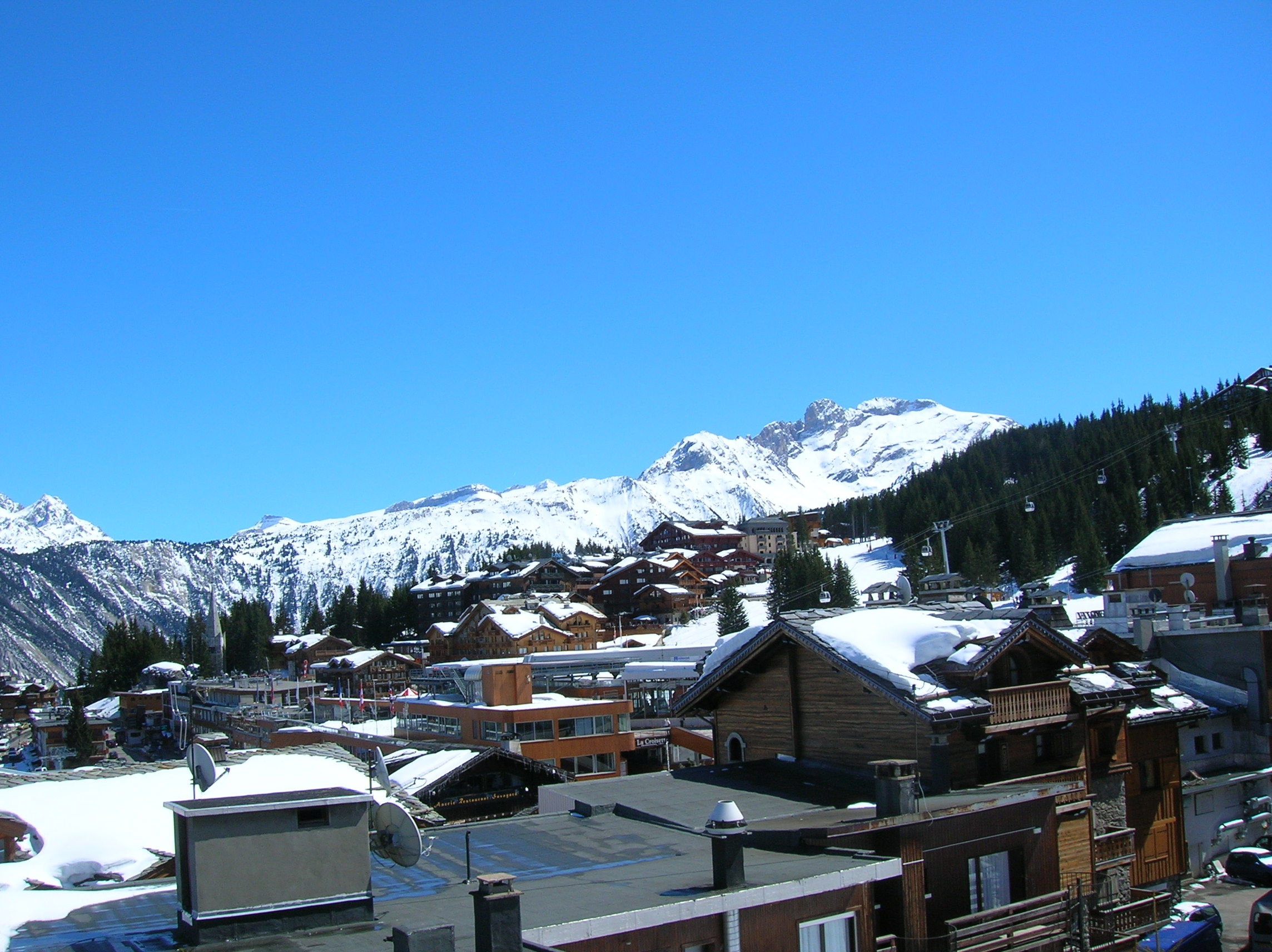

Территория делится на четыре основных района: деревенский традиционный Ле Пра (фр. Le Praz) (1300 м), Куршевель 1550 м, Куршевель 1650 м и Куршевель 1850 м. Курортный центр Куршевель находится на высоте 1747 метров. Отличительной особенностью спусков долины Куршевель являются широкие и гладкие трассы. Наиболее трудными трассами считаются «Jean Blanc» и «Couloir Emile Allais». Горнолыжный сезон длится с конца ноября до начала мая.
- Зона катания: 1100—2738 м.
- Перепад высот: 1638 м.
- Самая длинная трасса: 3,9 км.
- Трасс: 102.
- Общая протяженность трасс: 150 км.
- Трасс для начинающих: 33 %.
- Трасс средней сложности: 33 %.
- Трасс для опытных лыжников: 0 %.
- Сложных трасс: 33 %.
- Количество подъёмников: 65 (в том числе фуникулёр, 9 кабинных и 16 кресельных подъёмников).
- Общая пропускная способность: 68 349.
- Сноупарк: 1.
- Хафпайп: 1.
- Трассы для бега на лыжах: 66 км.
- Общая площадь катания: 150 га.
- Снежных пушек: 523.

## Спорт и развлечения
На курорте размещается большое количество дорогих магазинов и более 65 ресторанов. Спортивный комплекс «Forum» предлагает своим посетителям каток, боулинг, сквош, картинг на льду и фитнес-центр.
Курорт пользуется популярностью у состоятельных людей и знаменитостей со всего мира.

## Транспорт
В Куршевель можно попасть через аэропорты Шамбери (100 км), Женевы (140 км), Лиона (180 км) или Гренобля (180 км). Небольшой аэропорт есть и в самом Куршевеле. Длина его взлётно-посадочной полосы — всего 525 метров, а часть её имеет уклон более 18 %, что способствует замедлению самолёта при посадке. History Channel присвоил этому аэропорту седьмое место в списке самых опасных аэропортов мира.

## Галерея

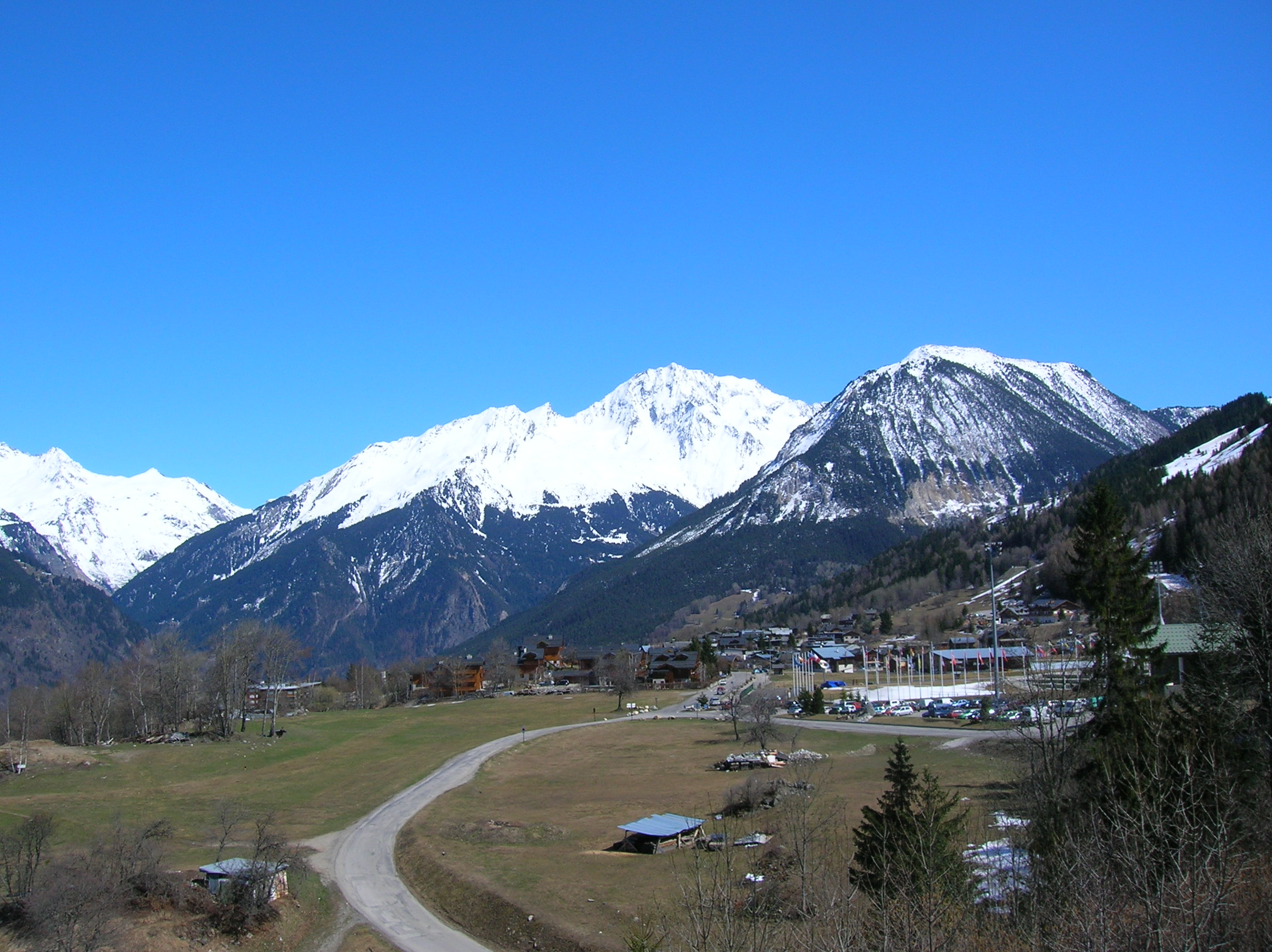
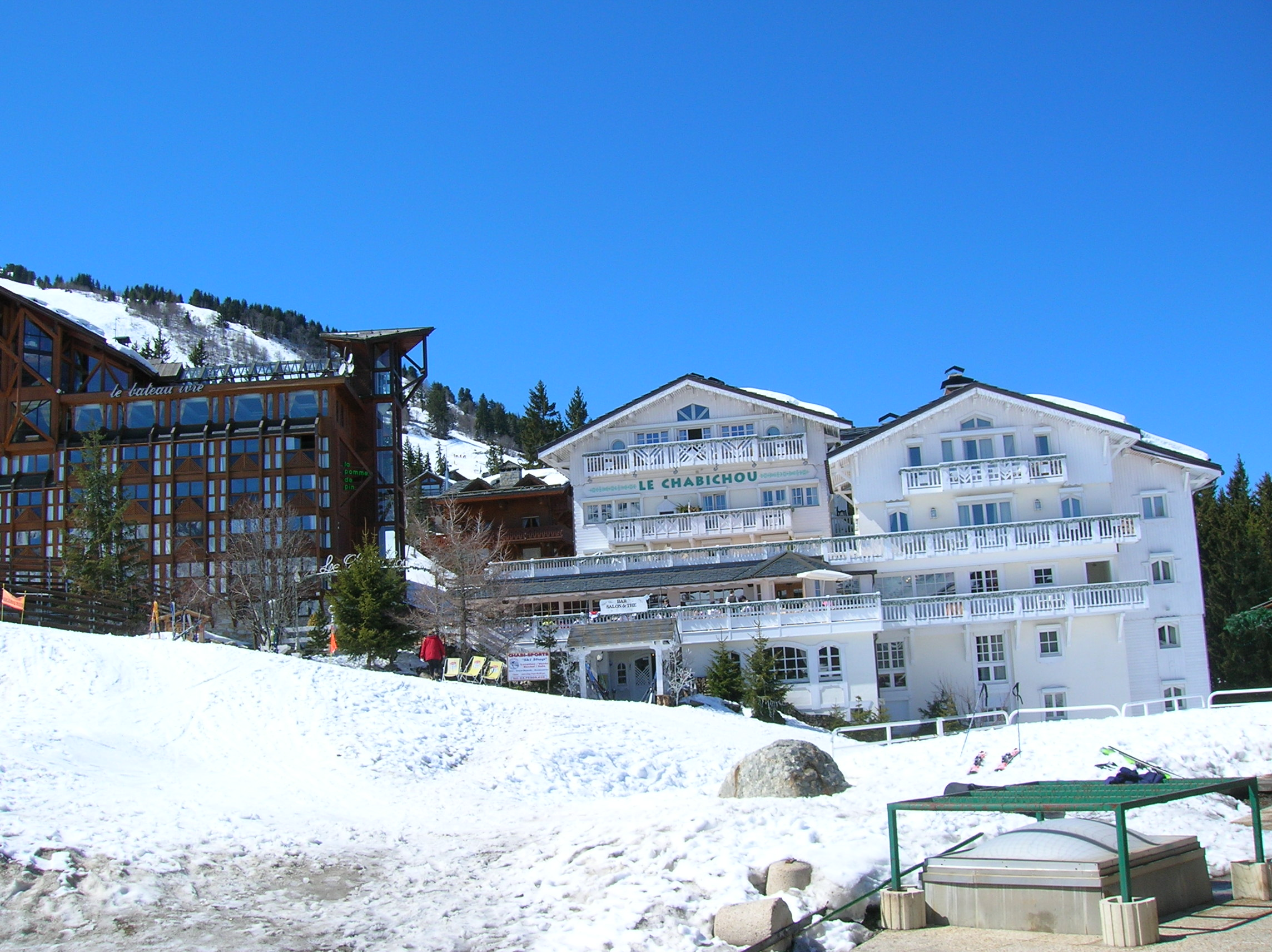
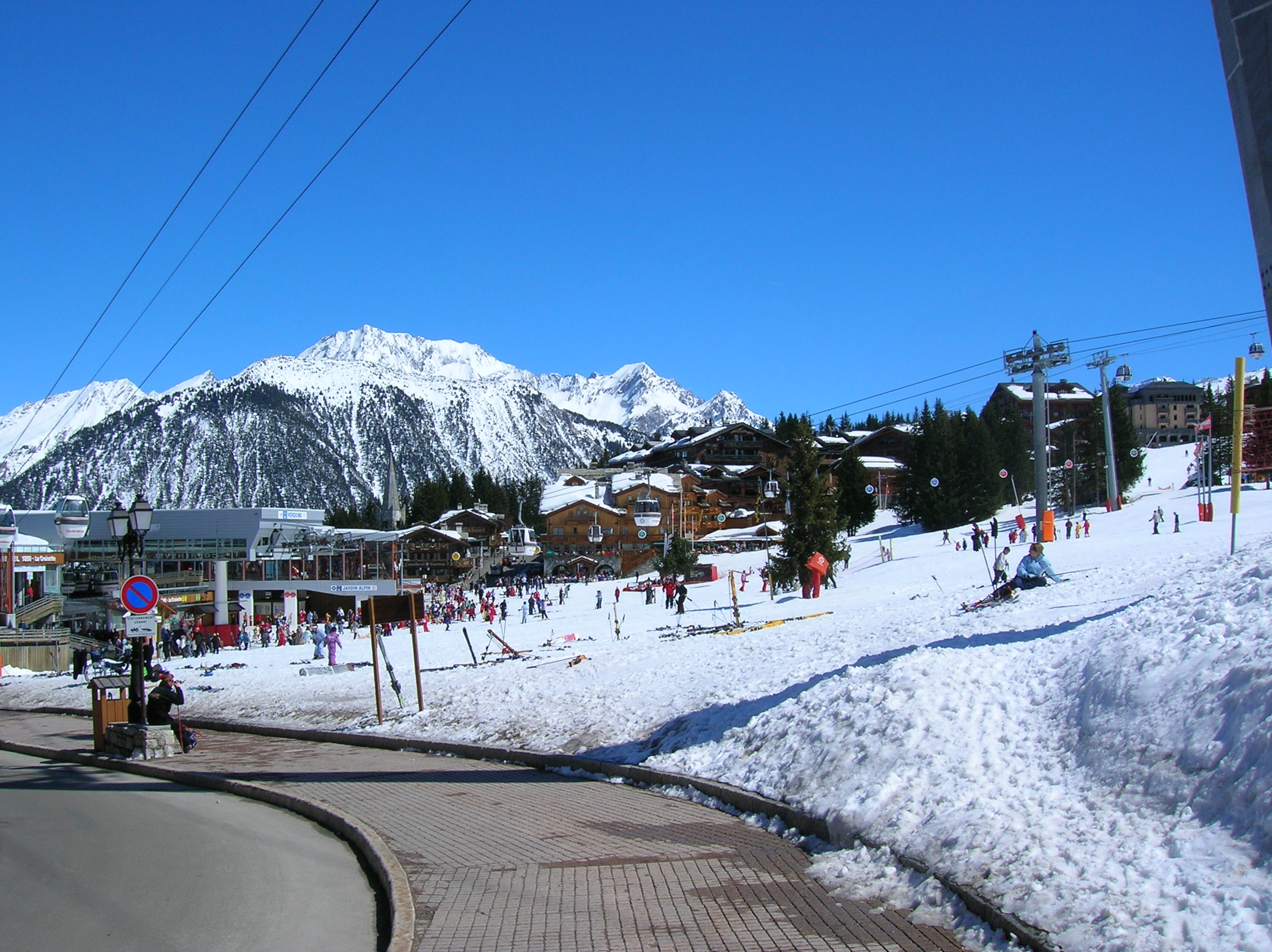
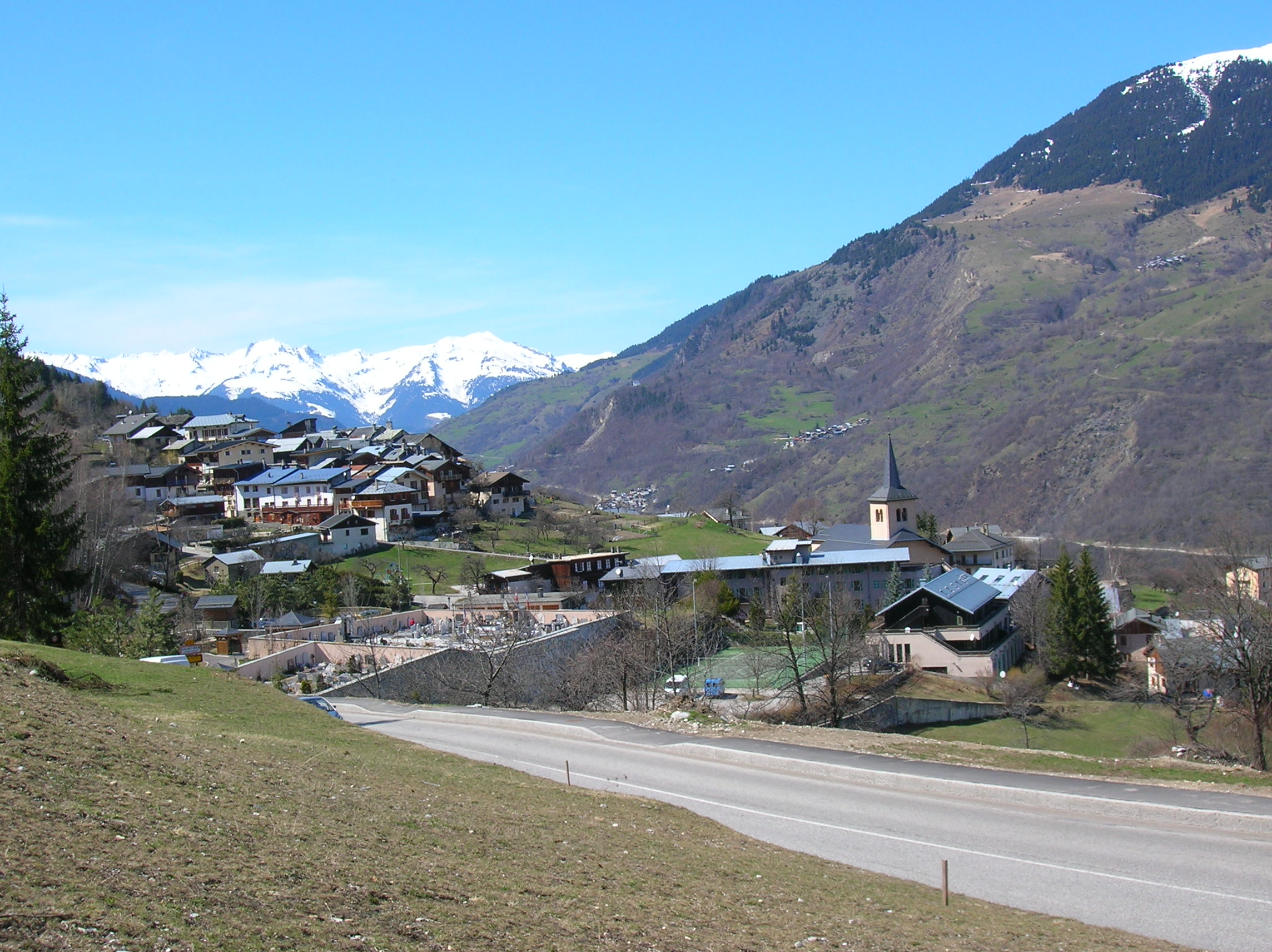
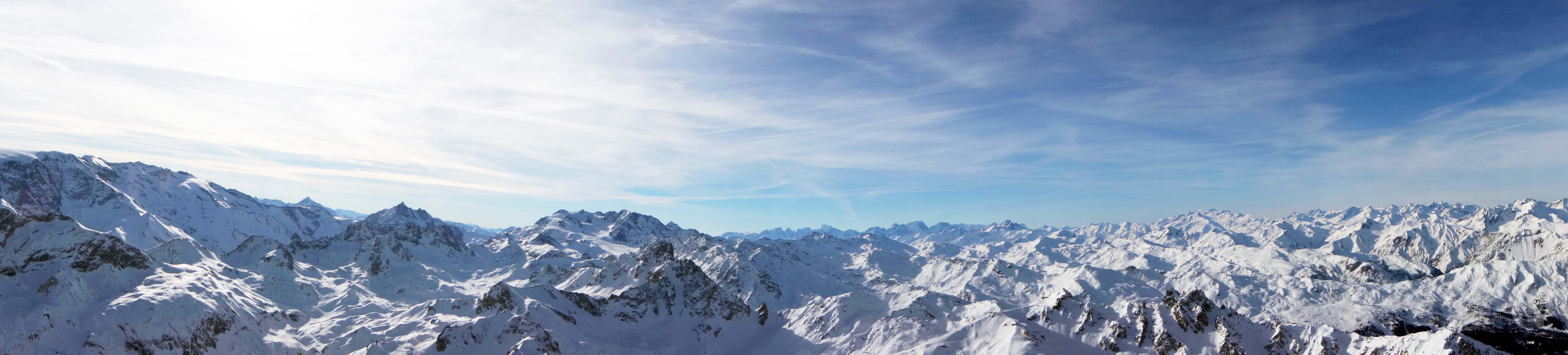
Панорама гор
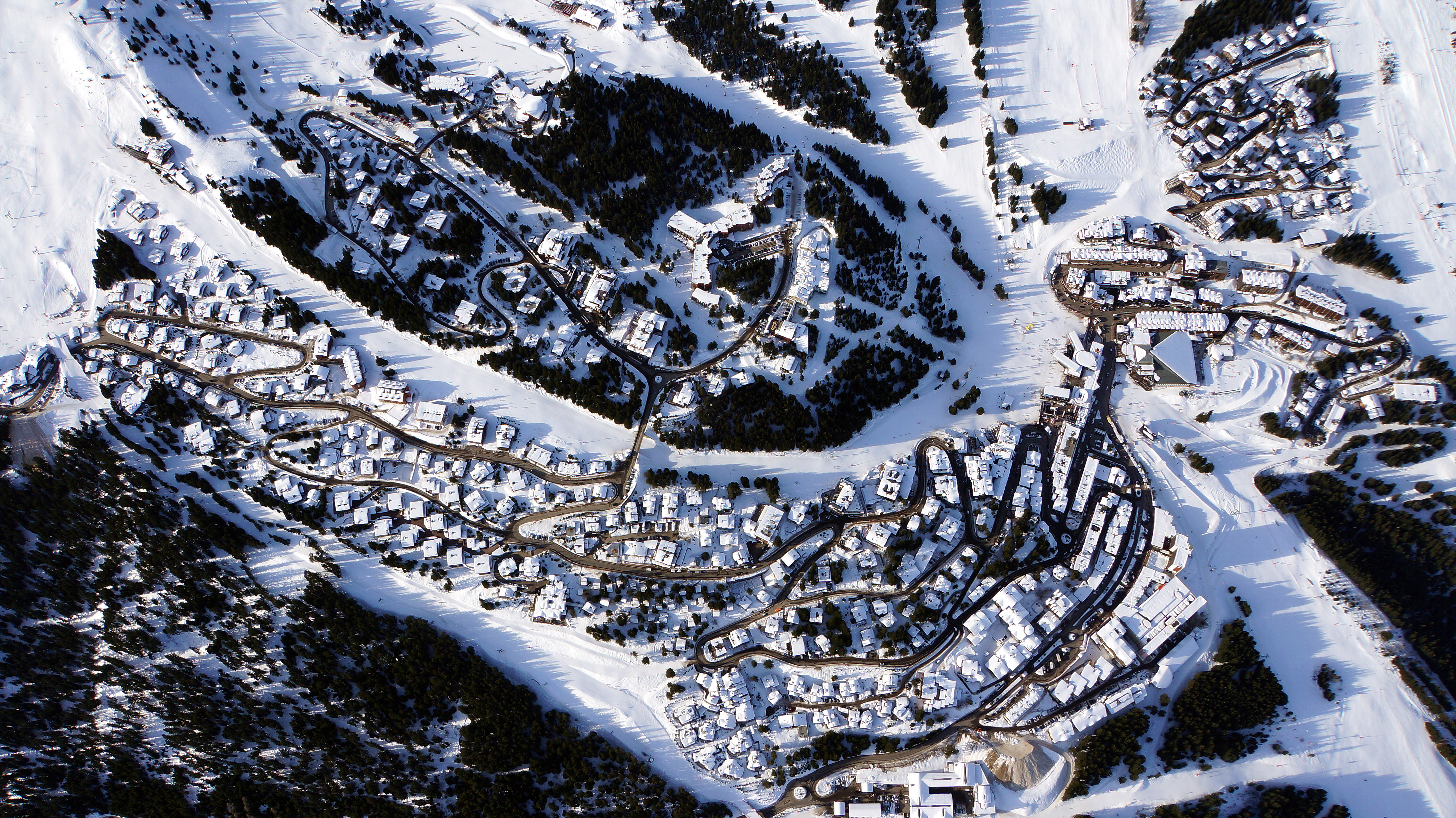
Куршевель 1850